# Coppa Svizzera 2013-2014
La Coppa Svizzera 2013-2014 è stata l'89ª edizione della manifestazione calcistica. È iniziata il 14 agosto 2013 ed è terminata il 21 aprile 2014.
La finale si è giocata per il terzo anno consecutivo allo Stade de Suisse di Berna. La coppa è stata vinta dallo Zurigo, che ha sconfitto il Basilea in finale ai tempi supplementari.
Lo Zurigo ha ottenuto la qualificazione per la UEFA Europa League 2014-2015.

## Formula
Le 10 squadre di Super League e 9 della Challenge League (il Vaduz non ha il diritto di partecipare poiché partecipa già alla Coppa del Liechtenstein) sono qualificate direttamente per il tabellone principale. A queste società se ne aggiungono 45 provenienti dalle serie inferiori, qualificate attraverso delle eliminatorie regionali.

## Squadre partecipanti
| Aarau        |
| Basilea      |
| Grasshoppers |
| Losanna      |
| Lucerna      |
| Sion         |
| San Gallo    |
| Thun         |
| Young Boys   |
| Zurigo       |

| Bienne     |
| Chiasso    |
| Locarno    |
| Lugano     |
| Sciaffusa  |
| Servette   |
| Wil        |
| Winterthur |
| Wohlen     |

| Bellinzona       |
| Brühl            |
| Étoile Carouge   |
| Köniz            |
| Kriens           |
| Le Mont          |
| Old Boys Basilea |
| Stade Nyonnais   |
| Tuggen           |
| YF Juventus      |

| Baden             |
| Bavois            |
| Bulle             |
| Concordia Basilea |
| Echallens         |
| Münsingen         |
| Neuchâtel Xamax   |
| Schötz            |
| Sursee            |
| Terre Sainte      |

| Altstätten           |
| Amriswil             |
| Ascona               |
| Buochs               |
| Dietikon             |
| Hergiswil            |
| Kreuzlingen          |
| La Chaux-de-Fonds    |
| Stade Lausanne-Ouchy |
| Vevey                |

| 2. Lega            |
| ------------------ |
| Balerna            |
| Bassersdorf        |
| Calcio Kreuzlingen |
| Chippis            |
| Cornol             |
| Fulenbach          |
| Murten             |
| Reinach            |
| Savièse            |
| Schönbühl          |
| Suhr               |
| Schönbühl          |
| Veyrier-Sports     |
| 3. Lega            |
| Obergeissenstein   |
| Wiesendangen       |

## Date
| Turno                   | Data                    |
| ----------------------- | ----------------------- |
| Trentaduesimi di finale | 14-17-18 agosto 2013    |
| Sedicesimi di finale    | 13-14-15 settembre 2013 |
| Ottavi di finale        | 9-10 novembre 2013      |
| Quarti di finale        | 4 dicembre 2013         |
| Semifinali              | 26 marzo 2014           |
| Finale                  | 21 aprile 2014          |

## Calendario

### Trentaduesimi di finale
I club della Super League e della Challenge League sono teste di serie e non possono dunque incontrarsi. Le squadre delle leghe inferiori giocano in casa.
| Squadra 1          | Risultato       | Squadra 2            |
| ------------------ | --------------- | -------------------- |
| 14 agosto 2013     |                 |                      |
| Fulenbach          | 0 - 6           | Baden                |
| 17 agosto 2013     |                 |                      |
| Sursee             | 1 - 3 (dts)     | Sion                 |
| Bassersdorf        | 0 - 6           | Zurigo               |
| Kreuzlingen        | 2 - 4           | Stade Lausanne-Ouchy |
| Veyrier Sports     | 0 - 8           | Young Boys           |
| Amriswil           | 2 - 3           | Tuggen               |
| Altstätten         | 0 - 5           | Wohlen               |
| Münsingen          | 2 - 0           | Bulle                |
| Wiesendangen       | 1 - 2           | Savièse              |
| Reinach            | 1 - 4           | Grand-Lancy          |
| Kriens             | 0 - 1           | Grasshoppers         |
| Brühl              | 0 - 0 (5-4 dcr) | Winterthur           |
| Stade Nyonnais     | 2 - 0 (dts)     | Bellinzona           |
| Old Boys Basilea   | 0 - 1 (dts)     | Basilea              |
| Le Mont            | 4 - 1           | Wil                  |
| Terre Sainte       | 2 - 1           | Chiasso              |
| Balerna            | 1 - 3           | Hergiswil            |
| Dietikon           | 0 - 6           | YF Juventus          |
| Vevey              | 1 - 3           | Köniz                |
| Étoile Carouge     | 1 - 4           | Lugano               |
| La Chaux-de-Fonds  | 0 - 3           | Servette             |
| 18 agosto 2013     |                 |                      |
| Concordia Basilea  | 2 - 4           | Bienne               |
| Chippis            | 0 - 6           | Sciaffusa            |
| Obergeissenstein   | 1 - 3           | Bavois               |
| Echallens          | 1 - 3           | Thun                 |
| Murten             | 0 - 11          | Lucerna              |
| Cornol             | 0 - 7           | Losanna              |
| Suhr               | 1 - 3           | Buochs               |
| Schönbühl          | 1 - 8           | San Gallo            |
| Neuchâtel Xamax    | 1 - 3           | Aarau                |
| Calcio Kreuzlingen | 0 - 4           | Schötz               |
| Ascona             | 1 - 2 (dts)     | Locarno              |

### Sedicesimi di finale
| Squadra 1            | Risultato   | Squadra 2    |
| -------------------- | ----------- | ------------ |
| 13 settembre 2013    |             |              |
| Locarno              | 0 - 3       | Thun         |
| 14 settembre 2013    |             |              |
| Hergiswil            | 2 - 3       | Baden        |
| Stade Nyonnais       | 2 - 4 (dts) | Grasshoppers |
| Schötz               | 3 - 4       | Köniz        |
| Brühl                | 3 - 2       | Sciaffusa    |
| YF Juventus          | 2 - 4       | Young Boys   |
| Münsingen            | 0 - 1       | Basilea      |
| Bavois               | 0 - 4       | Bienne       |
| Grand-Lancy          | 0 - 5       | Le Mont      |
| Savièse              | 1 - 3       | Tuggen       |
| Buochs               | 1 - 5       | Aarau        |
| Servette             | 0 - 1       | Losanna      |
| 15 settembre 2013    |             |              |
| Wohlen               | 0 - 1       | Sion         |
| Terre Sainte         | 1 - 4       | Lucerna      |
| Lugano               | 1 - 3       | San Gallo    |
| Stade Lausanne-Ouchy | 2 - 3       | Zurigo       |

### Ottavi di finale
| Squadra 1        | Risultato   | Squadra 2    |
| ---------------- | ----------- | ------------ |
| 9 novembre 2013  |             |              |
| Baden            | 1 - 4       | Zurigo       |
| Köniz            | 1 - 4       | Grasshoppers |
| Brühl            | 0 - 3       | Losanna      |
| Le Mont          | 4 - 1       | Young Boys   |
| 10 novembre 2013 |             |              |
| Tuggen           | 1 - 3       | Basilea      |
| Lucerna          | 1 - 0       | Sion         |
| San Gallo        | 4 - 0       | Aarau        |
| 14 novembre 2013 |             |              |
| Bienne           | 0 - 1 (dts) | Thun         |

### Quarti di finale
| Squadra 1       | Risultato       | Squadra 2    |
| --------------- | --------------- | ------------ |
| 4 dicembre 2013 |                 |              |
| Thun            | 0 - 0 (4-3 dcr) | Grasshoppers |
| Lucerna         | 2 - 0           | Losanna      |
| San Gallo       | 0 - 1           | Zurigo       |
| 5 febbraio 2014 |                 |              |
| Le Mont         | 1 - 6           | Basilea      |

### Semifinali
| Squadra 1     | Risultato       | Squadra 2 |
| ------------- | --------------- | --------- |
| 26 marzo 2014 |                 |           |
| Basilea       | 1 - 0           | Lucerna   |
| Zurigo        | 0 - 0 (5–4 dcr) | Thun      |

### Finale
| Squadra 1 | Risultato   | Squadra 2 |
| --------- | ----------- | --------- |
| Zurigo    | 2 - 0 (dts) | Basilea   |

| Arbitro: | Graf |

|                       |           |  |
| Gavranović 100’, 114’ | Marcatori |  |

| Zurigo | Basilea |

#### Formazioni
| Zurigo (3-5-2) |    |                     |            |      |     |
|                |    |                     |            |      |     |
| POR            | 1  | David Da Costa      |            |      |     |
| DC             | 2  | Jorge Teixeira      |            |      |     |
| DC             | 25 | Ivan Kecojević      |            |      | 95’ |
| DC             | 5  | Berat Djimsiti      |            |      |     |
| CDIF           | 15 | Oliver Buff         |            |      |     |
| CD             | 15 | Philippe Koch (C)   |            | 86’  | 83’ |
| CC             | 29 | Davide Chiumiento   |            |      |     |
| CC             | 17 | Yassine Chikhaoui   |            |      | 61’ |
| CS             | 18 | Avi Rikan           |            | 110’ |     |
| AC             | 7  | Mario Gavranović    | 100’, 114’ |      |     |
| AC             | 14 | Franck Etoundi      |            | 91’  |     |
| A disposizione |    |                     |            |      |     |
| POR            | 28 | Yannick Brecher     |            |      |     |
| DIF            | 4  | Raphael Koch        |            |      |     |
| DIF            | 6  | Stephan Glarner     |            |      |     |
| CEN            | 8  | Stjepan Kukuruzović |            |      |     |
| CEN            | 22 | Asmir Kajević       |            | 110’ |     |
| CEN            | 33 | Davide Mariani      |            | 86’  |     |
| ATT            | 11 | Armando Sadiku      |            | 91’  |     |
| Allenatore:    |    |                     |            |      |     |
| Urs Meier      |    |                     |            |      |     |

| Basilea (4-4-2) |    |                      |  |      |          |
|                 |    |                      |  |      |          |
| POR             | 1  | Yann Sommer          |  |      |          |
| DD              | 27 | Naser Aliji          |  |      |          |
| DC              | 26 | Gastón Sauro         |  |      | 66’      |
| DC              | 24 | Marek Suchý          |  |      |          |
| DS              | 19 | Behrang Safari       |  |      |          |
| CD              | 39 | Davide Callà         |  | 70’  |          |
| CC              | 8  | Serey Die            |  |      | 102’     |
| CC              | 33 | Mohamed El Neny      |  |      | 62’      |
| CS              | 14 | Valentin Stocker (C) |  | 106’ |          |
| AC              | 20 | Fabian Frei          |  | 60’  |          |
| AC              | 30 | Giovanni Sio         |  |      | 47’, 99’ |
| A disposizione: |    |                      |  |      |          |
| POR             | 18 | Germano Vailati      |  |      |          |
| DIF             | 5  | Arlind Ajeti         |  | 70’  |          |
| DIF             | 15 | Kay Voser            |  |      |          |
| CEN             | 7  | David Degen          |  |      |          |
| CEN             | 10 | Matías Delgado       |  | 60’  |          |
| CEN             | 21 | Marcelo Alfonso Díaz |  | 106’ |          |
| ATT             | 36 | Breel-Donald Embolo  |  |      |          |
| Allenatore:     |    |                      |  |      |          |
| Murat Yakın     |    |                      |  |      |          |